# Mortonagrion selenion
Mortonagrion selenion – gatunek ważki z rodziny łątkowatych (Coenagrionidae).